# Phyzelaphryninae
Phyzelaphryninae Hedges, Duellman & Heinicke, 2008 è una sottofamiglia di anfibi dell'ordine degli Anuri.

## Distribuzione
Le specie di questa sottofamiglia vivono nei territori del Sudamerica.

## Tassonomia
La sottofamiglia comprende 14 specie raggruppate in 2 generi:
- Adelophryne Hoogmoed and Lescure, 1984 (12 sp.)
- Phyzelaphryne Heyer, 1977 (2 sp.)